# Luan Peres
Luan Petroni (Sao Paulo, 19 juli 1994) is een Braziliaanse voetballer. Hij is een verdediger en staat onder contract bij Santos.

## Clubcarrière
Luan Petroni speelde in de jeugd bij Portuguesa. Zijn debuut in de Braziliaanse Série A maakte hij bij Santa Cruz FC. Op 31 juli 2016 speelde hij mee in de, met 3-0 verloren, wedstrijd in en tegen Atlético Mineiro. 
Na omzwervingen bij Red Bull Brasil, Ponte Preda en Fluminense FC raakte in juni 2018 bekend dat Petroni voor 4 jaar had getekend bij Club Brugge.
Club Brugge huurde hem een jaar later uit aan Santos FC en verkocht Petroni begin 2021 definitief aan deze club.

## Clubstatistieken
| Seizoen | Club                   | Land               | Competitie         | Competitie | Competitie | Beker | Beker | Internationaal | Internationaal | Totaal | Totaal |
| Seizoen | Club                   | Land               | Competitie         | Wed.       | Dlp.       | Wed.  | Dlp.  | Wed.           | Dlp.           | Wed.   | Dlp.   |
| ------- | ---------------------- | ------------------ | ------------------ | ---------- | ---------- | ----- | ----- | -------------- | -------------- | ------ | ------ |
| 2015    | Portuguesa             | Vlag van Brazilië  | Série A            | 0          | 0          | 2     | 0     | —              | —              | 2      | 0      |
| 2016    | Portuguesa             | Vlag van Brazilië  | Série A            | 14         | 0          | 1     | 0     | 2              | 0              | 17     | 0      |
| 2017    | → Ponte Preta          | Vlag van Brazilië  | Série A            | 16         | 0          | 0     | 0     | 2              | 0              | 18     | 0      |
| 2018    | → Fluminense           | Vlag van Brazilië  | Série A            | 9          | 0          | 4     | 0     | 0              | 0              | 13     | 0      |
| 2018/19 | Club Brugge            | Vlag van België    | Jupiler Pro League | 4          | 0          | 1     | 0     | 1              | 0              | 6      | 0      |
| 2019    | → Santos               | Vlag van Brazilië  | Série A            | 9          | 0          | 0     | 0     | —              | —              | 9      | 0      |
| 2020    | → Santos               | Vlag van Brazilië  | Série A            | 29         | 0          | 0     | 0     | 2              | 0              | 12     | 0      |
| 2021    | Santos                 | Vlag van Brazilië  | Série A            | 7          | 0          | 2     | 0     | 10             | 0              | 19     | 0      |
| 2022/23 | Olympique de Marseille | Vlag van Frankrijk | Ligue 1            | 34         | 0          | 3     | 0     | 13             | 0              | 50     | 0      |
| 2022/23 | Fenerbahçe             | Vlag van Turkije   | Süper Lig          | 11         | 1          | 4     | 0     | 5              | 0              | 20     | 1      |
| 2023/24 | Fenerbahçe             | Vlag van Turkije   | Süper Lig          | 0          | 0          | 0     | 0     | 3              | 0              | 3      | 0      |
| Totaal  | Totaal                 | Totaal             | Totaal             | 133        | 1          | 17    | 0     | 38             | 0              | 169    | 1      |